# Chiesa dell'Annunziata (Caserta)
La chiesa dell'Annunziata è un luogo di culto cattolico di Casertavecchia, frazione di Caserta. Essa era "sui monti", come li chiama Esperti e non deve essere confusa dall'altra chiesa di Caserta intitolata a Maria Santissima Annunziata detta "nel piano". 
Esse presero il nome dal saluto dell'arcangelo Gabriele a Maria, ricordato nei Vangeli.

## Storia

### Origine e funzione storica delle Annunziate in Terra di Lavoro
Come prassi per le chiese dell'Annunziata in Terra di Lavoro anche le due chiese casertane furono di patronato laicale, patronato attribuito alla comunità nella sua rappresentanza istituzionale, l'Università (nome dell'istituzione medievale e moderna del Regno di Napoli che si può assimilare agli attuali comuni, si veda Universitas). Ciò fu dovuto al fatto che la loro erezione fu realizzata con il contributo dei cittadini (spesso associati in confraternite) e quindi fuori dalla giurisdizione dei vescovi locali o degli ordini religiosi regolari. 
Caratteristica specifica di quelle sorte in Terra di Lavoro, le Annunziate erogarono servizi sociali per la collettività tenendo ospedali, brefotrofi, orfanotrofi, conservatori per fanciulli e fanciulle, governati dai cittadini che elargirono ingenti elemosine per il mantenimento delle strutture e per l'abbellimento delle chiese.

### L'Annunziata nel piano
La chiesa dell'Annunziata di Caserta nel piano è nota sin dalle decime pagate alla Curia romana nel 1326-1327. Questa fu la chiesa ceduta ai Carmelitani da Caterina della Ratta il 7 aprile 1498. La chiesa originaria fu trasformata nell'attuale cattedrale di Caserta ma le ricerche hanno consentito di ricostruirne esatta ubicazione, dimensioni e orientamento.

### L'Annunziata di Casertavecchia

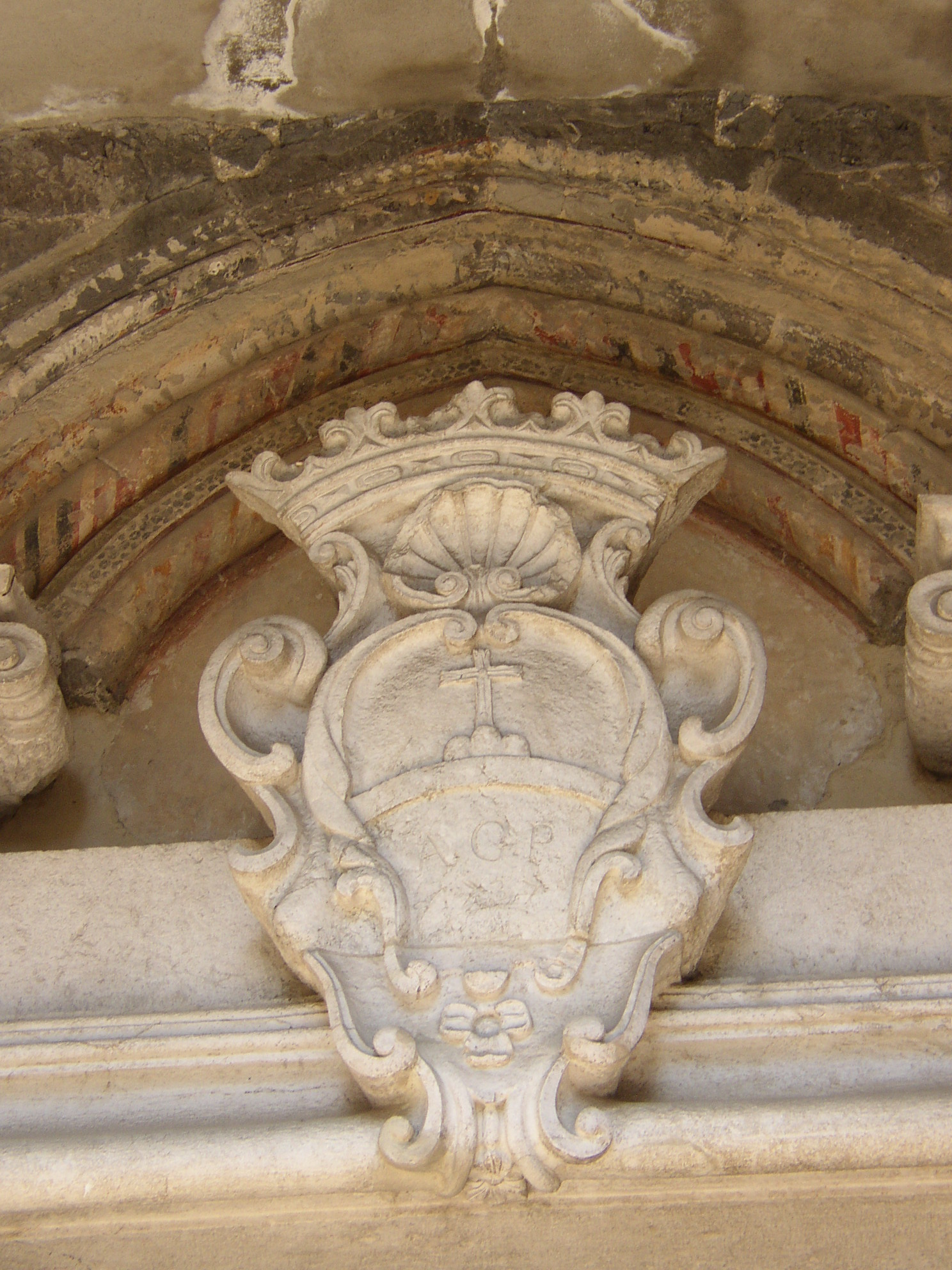
Stemma soprastante il portale, datato 1737.

La chiesa dell'Annunziata in Casertavecchia non compare in alcun documento ad oggi noto prima del bolla di papa Leone X Medici del 14 novembre 1516. Infatti, la gran parte dei documenti di interesse per ricostruire la storia della chiesa e della confraternita laicale che la gestì bruciò nell'incendio del 1700.
In forza dell'acquisto del feudo di Caserta da parte di Carlo di Borbone, nel 1750 la chiesa dell'Annunziata e il suo ospedale passarono sotto l'amministrazione regia, ereditando le prerogative precedentemente in capo ai feudatari.
Le rendite dell'ospedale dell'Annunziata furono unificate a quelle dell'ospedale di Loreto da Carlo di Borbone con prammatica sempre del 1750. L'ospedale dell'Annunziata di Casertavecchia fu definitivamente soppresso per volontà di Ferdinando IV di Borbone nel 1776.
La chiesa su distrutta quasi completamente da un incendio nel 1903 e da un ulteriore crollo nel 1934; rimase a rudere fino al restauro realizzato tra 1950 e 1954 che la condusse all'aspetto attuale.

## Descrizione

### Datazione e struttura

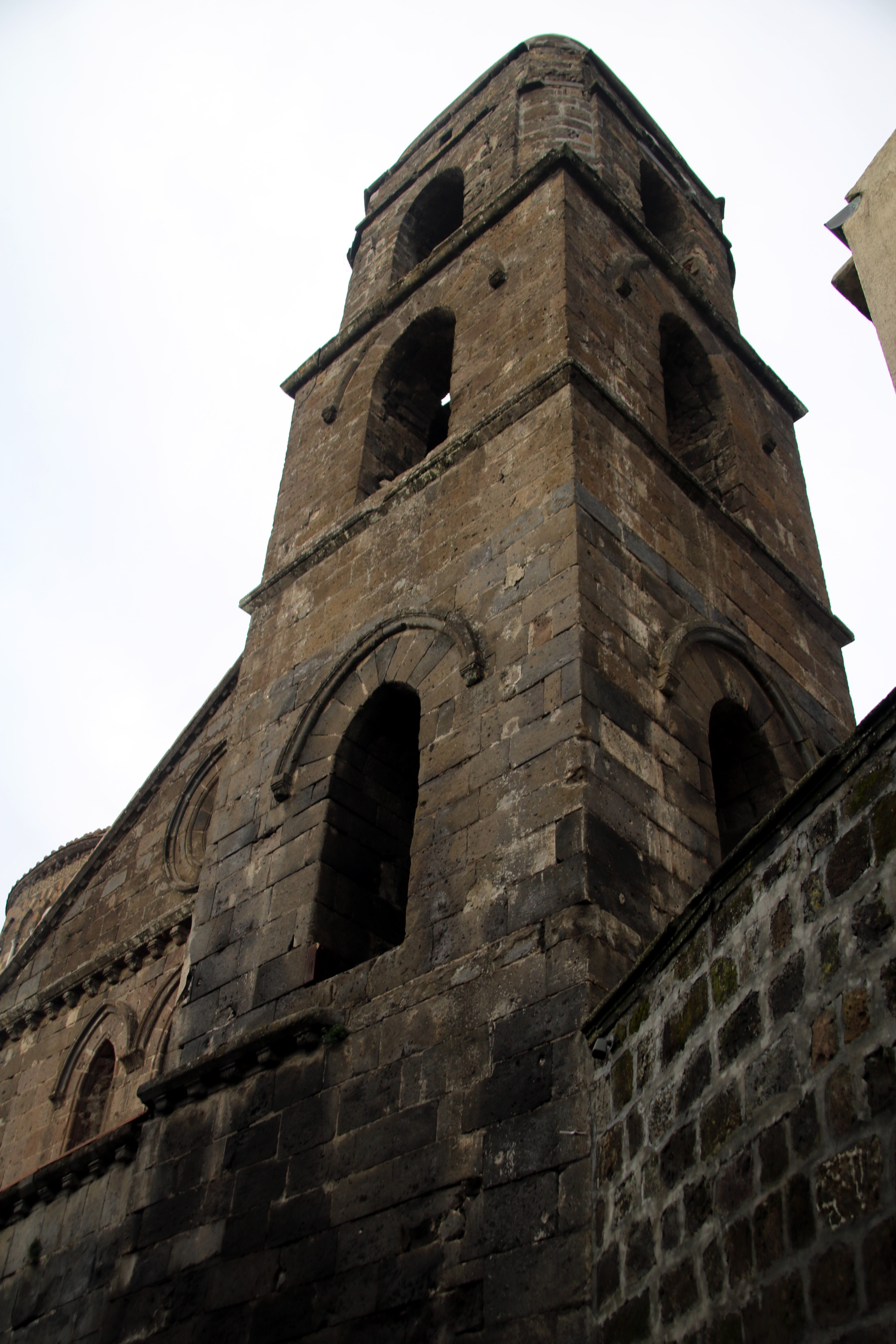
Campanile

In mancanza di documenti, la datazione dell'architettura è stata affrontata e risolta per comparazione stilistica e tipologica con altre chiese di cui si conosce l'anno di erezione. La datazione oscilla tra la fine del XIII secolo, il secolo 1300 e un gotico maturo.
Grazie alle foto dello stato dei luoghi prima del restauro del 1950-1954 si ha conferma di quanto i documenti storici del 1626 e successivi fino ad Esperti attestano circa l'esistenza di cappelle "sfondate" (cioè comunicanti) tali da creare l'effetto di una struttura a tre navate. La sola navata unica attuale sarebbe l'originaria.

### Facciata e campanile
La facciata è a capanna ed è preceduta da un atrio porticato aperto con un grande arco sulla strada. La cornice dell'arco e tutta la muratura sono in tufo mentre i piedritti di imposta dell'arco sono in pietra calcarea. Della facciata originaria si scorgono le tre strette monofore archiacute e un rosone che ricordano le soluzioni di facciata delle chiese dei monasteri cistercensi di Fossanova e Casamari.
Sulla sinistra della facciata di eleva il campanile, in tufo, che è avanzato rispetto alla facciata originaria proprio della larghezza poi colmata dal portico. È a quattro livelli, di cui i primi tre probabilmente medievali.

### Interno

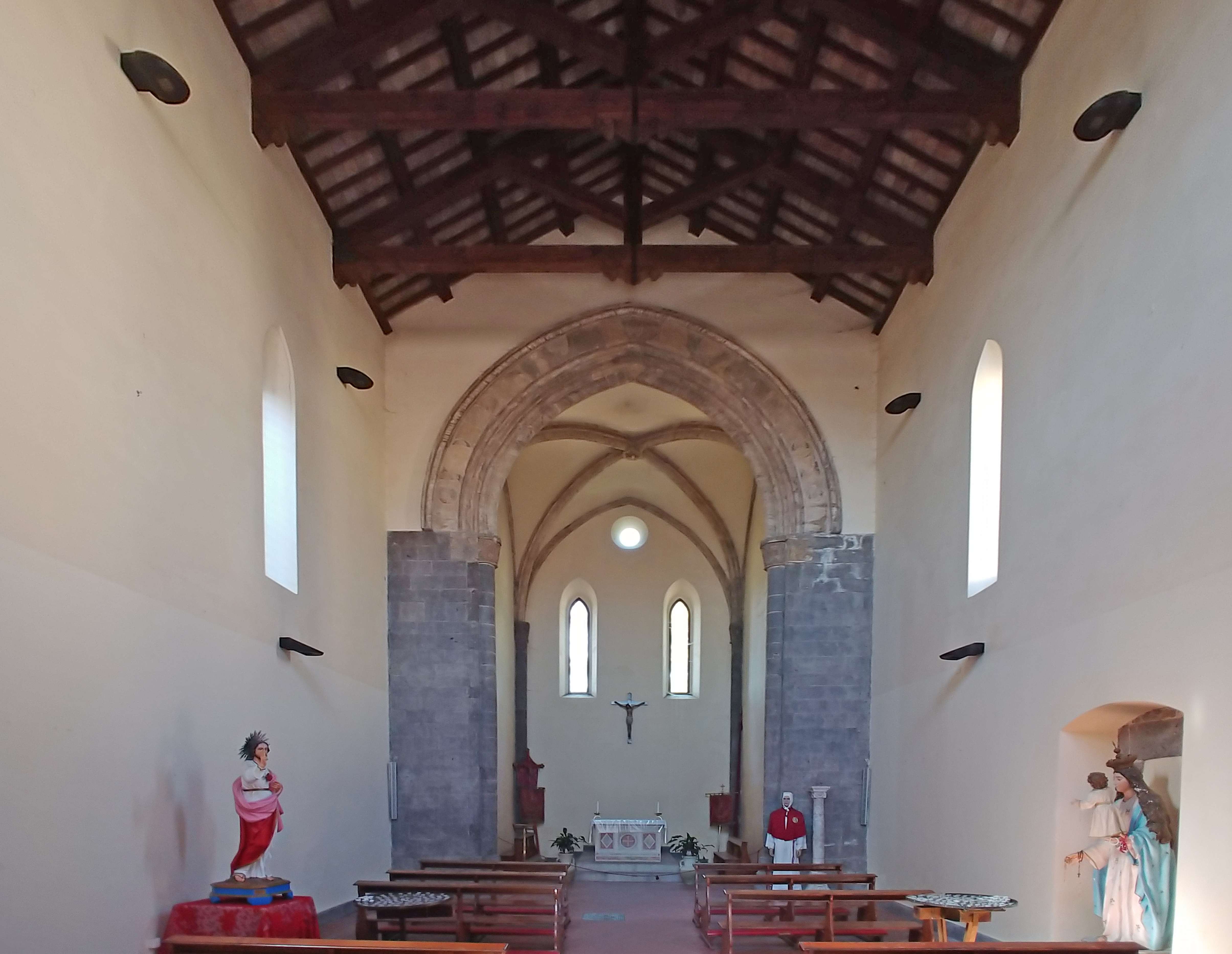
Interno

L'interno è a navata unica coperta con capriate. Le fotografie precedenti il restauro del 1950-1954 mostrano la presenza di un altro arco sostenuto da capitelli a foglie e fiori stilizzati, soluzioni architettoniche e artistiche del tutto simili a quelle adottate per l'arco del presbiterio.
Due coppie di strette monofore archiacute sono poste sulle pareti laterali della navata. Un'altra coppia di monofore, del tutto simili alle precedenti, e un piccolo rosone articolano la parete di fondo presbiterio.
Il presbiterio è quadrato ed è coperto da una volta a crociera; i costoloni scaricano su capitelli e pilastri in tufo.

### Opere d'arte
Le opere d'arte, ricordate dai documentisono state quasi tutte distrutte nell'incendio del 1903, dal crollo del 1934 e dalla ricostruzione in stile medievale.
Il portale archiacuto originario di accesso alla chiesa reca decorazioni geometriche. Questo portale sopravvive solo in parte perché occultato dal portale barocco in pietra del 1737 e il coevo stemma con l'emblema dell'Annunziata (con l'acronimo AGP). Lo stemma medievale in tufo col l'acronimo AGP è collocato al centro della facciata, al di sopra dell'arco di accesso al portico. In prossimità del presbiterio è un cero pasquale in pietra del 1737.
L'arco gotico in tufo che delimita l'accesso al presbiterio reca decorazioni dipinte. I capitelli con girali di foglie d'acanto stilizzate sono dipinti. Busti di santi (forse di apostoli) sono dipinti in cerchi. 
L'altare parallelepipedo in muratura ha il paliotto affrescato con uno schema geometrico, riconducibile all'epoca di fondazione della chiesa. Tracce di un affresco sono su una parete della sagrestia. 
Un Agnello mistico con la croce. scolpito in un cerchio decorato con foglie stilizzate in leggero rilievo, è posto al centro delle costolonature in tufo che delimitano la crociera che copre il presbiterio; anche questo elemento può essere ricondotto all'epoca di fondazione della chiesa.
La nicchia che sovrasta la porta di ingresso del vicino ospedale mostra i frammenti di un affresco raffigurante l'Annunciazione, riferibile ad un pittore meridionale attivo tra fine secolo XV e primi due decenni secolo XVI.